# The Eye That Never Sleep
The Eye That Never Sleeps è un cortometraggio muto del 1912. Il nome del regista non viene riportato.
Il titolo (la traduzione italiana è L'occhio che non dorme mai) è un riferimento diretto all'agenzia Pinkerton, il cui motto era We Never Sleep (Non dormiamo mai), inserito in un logo che aveva come immagine un occhio ben aperto.

## Trama
Un segugio del servizio segreto si infiltra in una banda di falsari per smascherarli.

## Produzione
Il film fu prodotto dalla Essanay Film Manufacturing Company.

## Distribuzione
Distribuito dalla General Film Company, il film - un cortometraggio in una bobina - uscì nelle sale cinematografiche statunitensi il 14 maggio 1912.